# Nola contorta
Nola contorta är en fjärilsart som beskrevs av Dyar 1914. Nola contorta ingår i släktet Nola och familjen trågspinnare. Inga underarter finns listade i Catalogue of Life.